# Krombacher
La Krombacher Brauerei Bernhard Schadeberg GmbH & Co. KG è uno dei maggiori birrifici tedeschi con sede a Kreuztal in Renania Settentrionale-Vestfalia.

## Storia
Il birrificio fu fondato il 4 febbraio 1803 da Johannes Haas. Il padre Johann Eberhard Haas possedeva una taverna a Krombach frazione di Kreuztal. Secondo un regolamento del 25 luglio 1618 la vendita di birra era permessa solamente ai ristoranti che avevano un proprio birrificio. Per questo motivo John Hass aggiunse il birrificio all'attività di famiglia.
L'acqua all'inizio era prelevata da una sorgente al piede di Grumberg e trasportata al birrificio in barili per mezzo di un carro trainato da buoi. Nel 1854 la proprietà dovette pagare 17 fiorini alla chiesa per far passare le tubazioni di prelievo dell'acqua.
Lo spostamento al sito attuale fu effettuato probabilmente tra il 1858 e il 1882. Nello stesso periodo furono create due caverne utilizzate come cantine.
Nel 1896 Hermann Haas vendette il birrificio per 360.000 marchi a Otto Eberhardt che chiamò il birrificio "Hasbrauerei Eberhardt and Co.".
Nell'ottobre del 1922 Bernhard Schadeberg assunse la direzione della società che è ancora oggi guidata dalla stessa famiglia. Gli attuali proprietari sono infatti Friedrich Schadeberg e sua sorella Barbara Lambrecht-Schadeberg, suo figlio Bernhard Schadeberg e sua figlia Petra Schadeberg-Hermann.
Nel 2002 ha acquisito il birrificio Eichener dai proprietari Karl Wilhelm e Wieland Schweisfurth.

## Sito produttivo

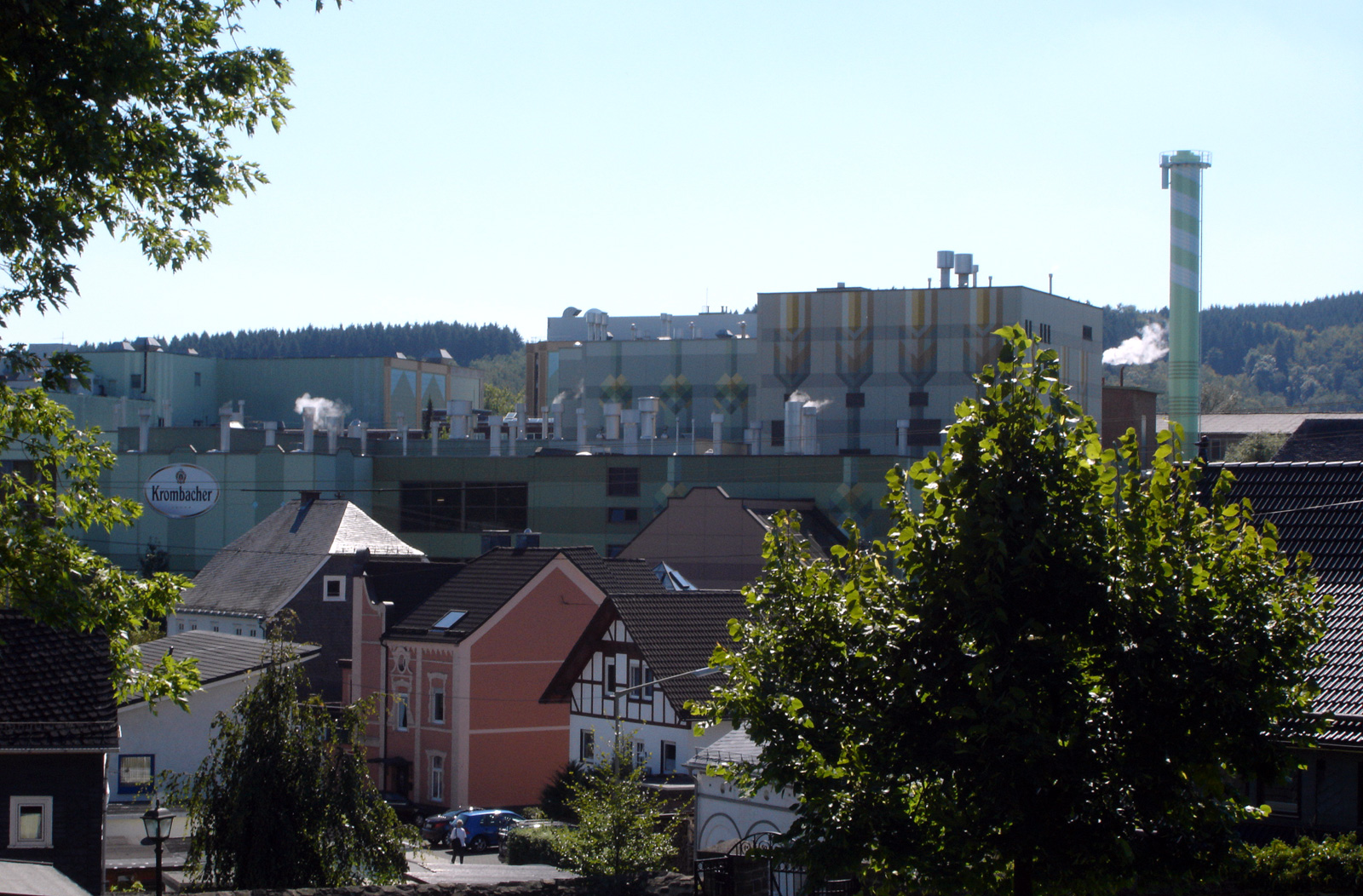
Il birrificio

Krombach è un sobborgo di Kreuztal vicino a Siegen, situata nel Land della Renania Settentrionale-Vestfalia, fa parte del circondario di Siegen-Wittgenstein compreso nel distretto governativo di Arnsberg. La piccola città di Krombach si trova al piede della catena montuosa Rothaargebirge.

## Ingredienti

### Acqua
L'acqua utilizzata per la produzione della birra è povera di minerali e sgorga dalla sorgente di roccia di Krombach, ai piedi del Rothaar, una regione montuosa ricca di boschi. A scoprire la sorgente fu l'ispettore minerario Fresenius nel 1722 mentre era alla ricerca di giacimenti di metalli preziosi.

### Luppolo
Il luppolo impiegato è quello aromatico e raffinato della Hallertau, di cui vengono utilizzati esclusivamente i fiori della pianta femmina.

### Malto
Il malto è prodotto dalla trasformazione dell'orzo distico.

## Prodotti

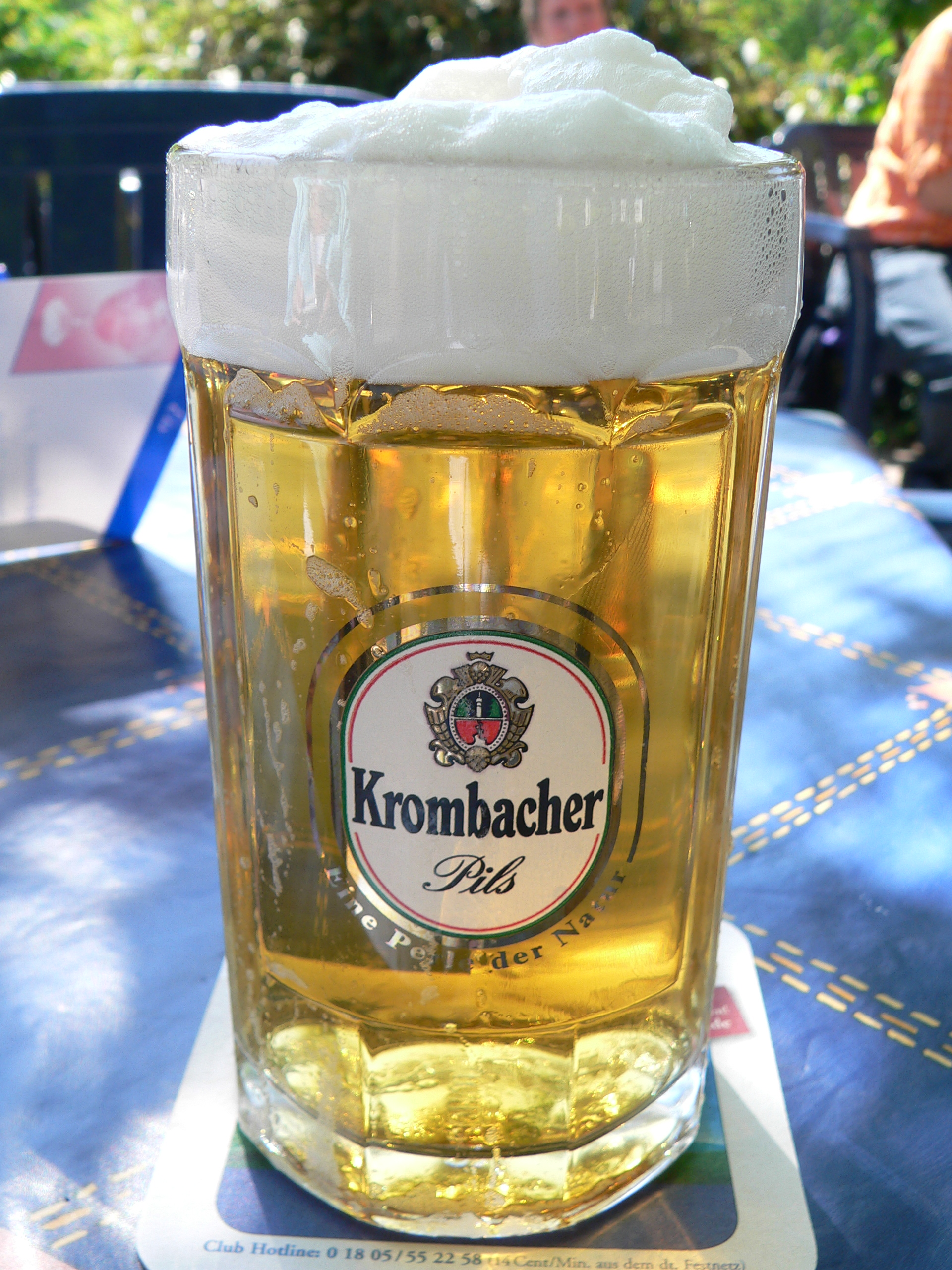
Krombacher Pils

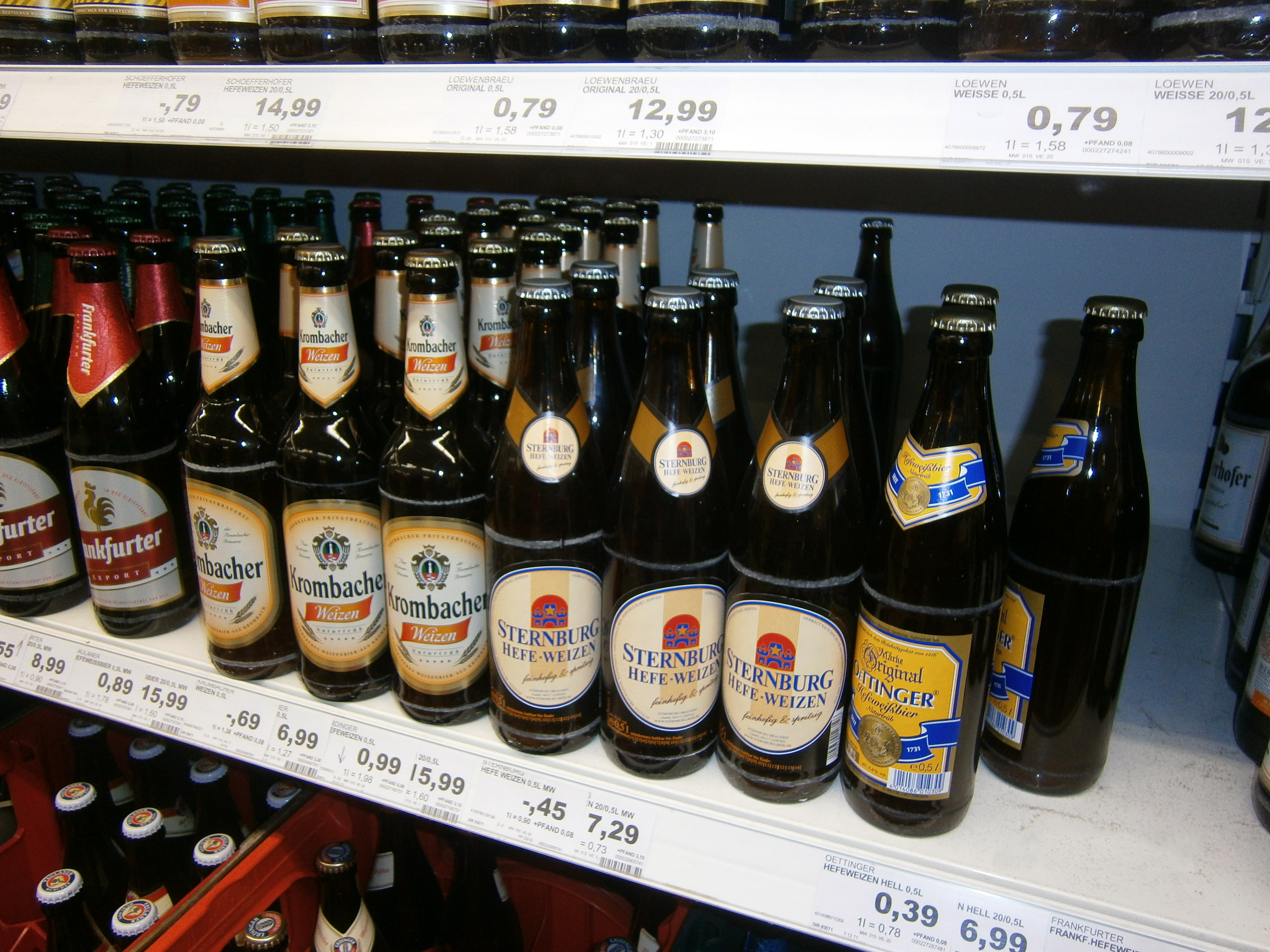
Krombacher Weizen sugli scaffali

### Krombacher
- Krombacher Pils (4,8% Alc. Vol.): va servita alla temperatura di 7 °C in un calice a tulipano
- Krombacher Alkoholfrei
- Krombacher Weizen (5,3% Alc. Vol.)
- Krombacher Weizen Alkoholfrei
- Krombacher Radler (2,5% Alc. Vol.)
- Krombacher Radler Alkoholfrei

### Eichiner
- Eichener Pils: Vollbier (4,8% Alc. Vol.)
- Eichener Gold Vollbier: (5,4% Alc. Vol.)

### Rhenania Alt
- Rhenania Alt: Altbier scura (4,8% Alc. Vol.)